# 37e cérémonie des Los Angeles Film Critics Association Awards
La 37e cérémonie des Los Angeles Film Critics Association Awards, décernés par la Los Angeles Film Critics Association, a eu lieu le 11 décembre 2011, et a récompensé les films réalisés dans l'année.

## Palmarès

### Meilleur film
- The Descendants
  - The Tree of Life

### Meilleur réalisateur
- Terrence Malick – The Tree of Life
  - Martin Scorsese – Hugo Cabret (Hugo)

### Meilleur acteur
- Michael Fassbender pour ses rôles dans A Dangerous Method, Jane Eyre, Shame et X-Men : Le Commencement (X-Men: First Class)
  - Michael Shannon pour le rôle de Curtis LaForche dans Take Shelter

### Meilleure actrice
- Yoon Jeong-hee pour le rôle de Yang Mija dans Poetry (시)
  - Kirsten Dunst pour le rôle de Justine dans Melancholia

### Meilleur acteur dans un second rôle
- Christopher Plummer pour le rôle de Hal dans Beginners
  - Patton Oswalt pour le rôle de Matt Freehauf dans Young Adult

### Meilleure actrice dans un second rôle
- Jessica Chastain pour ses rôles dans Coriolanus, L'Affaire Rachel Singer (The Debt), La Couleur des sentiments (The Help), Take Shelter, Killing Fields (Texas Killing Fields) et The Tree of Life
  - Janet McTeer pour le rôle de Hubert Page dans Albert Nobbs

### Meilleur scénario
- Une séparation (جدایی نادر از سیمین) – Asghar Farhadi
  - The Descendants – Alexander Payne, Nat Faxon et Jim Rash

### Meilleure direction artistique
- Hugo Cabret (Hugo) – Dante Ferretti
  - La Taupe (Tinker Tailor Soldier Spy) – Maria Djurkovic

### Meilleure photographie
- The Tree of Life – Emmanuel Lubezki
  - City of Life and Death (南京! 南京!) – Cao Yu

### Meilleure musique de film
- Hanna – The Chemical Brothers
  - Drive – Cliff Martinez

### Meilleur film en langue étrangère
- City of Life and Death (南京! 南京!) •  Chine
  - Une séparation (جدایی نادر از سیمین) •  Iran

### Meilleur film d'animation
- Rango
  - Les Aventures de Tintin : Le Secret de La Licorne (The Adventures of Tintin)

### Meilleur film documentaire
- La Grotte des rêves perdus (Cave of Forgotten Dreams)
  - The Arbor

### New Generation Award
- Antonio Campos, Sean Durkin, Josh Mond et Elizabeth Olsen – Martha Marcy May Marlene

### Career Achievement Award
- Doris Day

### Douglas Edwards Experimental/Independent Film/Video Award
- Bill Morrison – Spark of Being